# Bifora
La bifora è un tipo di finestra.

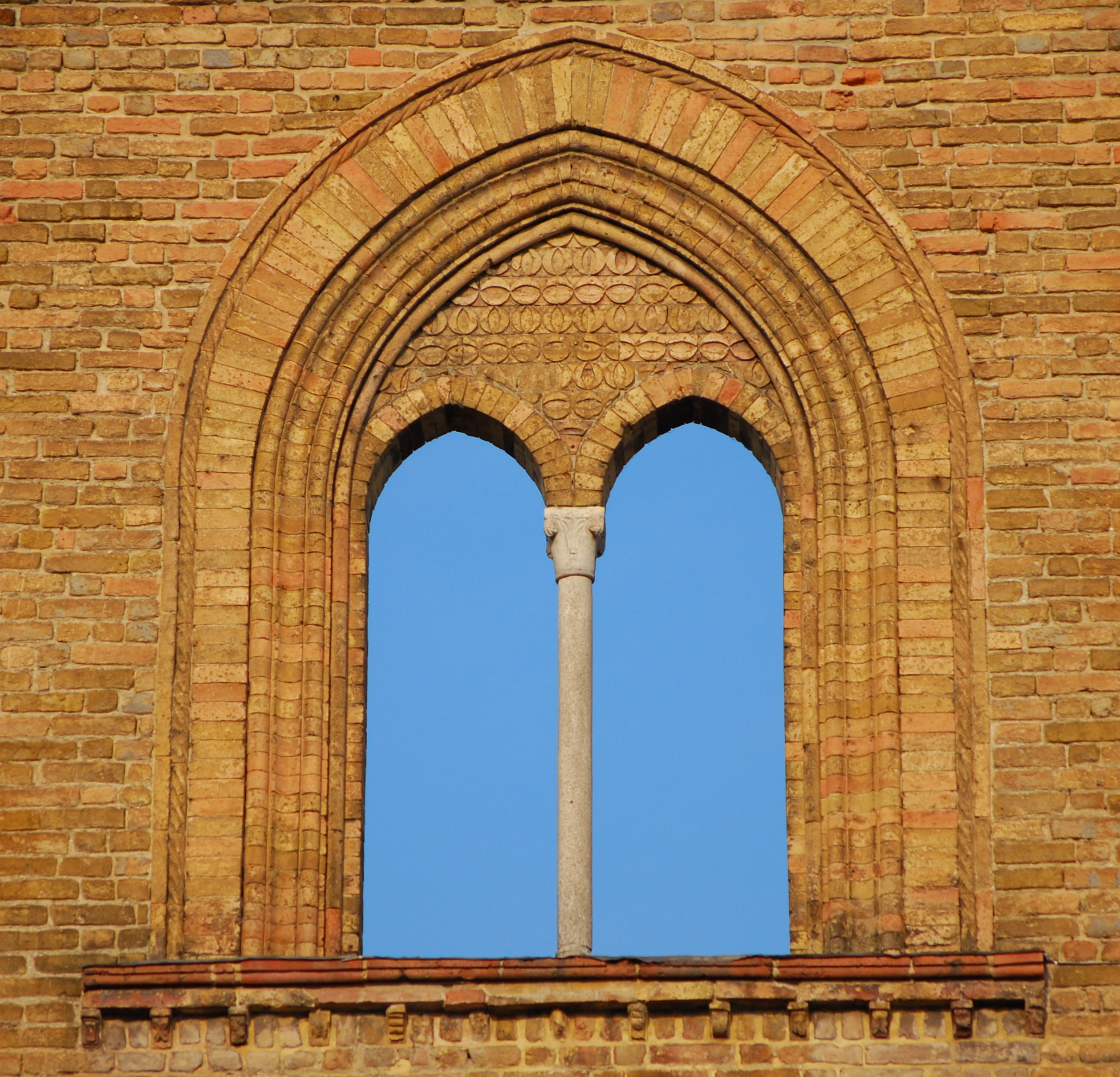
Una bifora gotica "a cielo aperto", chiesa di San Francesco, Lodi

È divisa verticalmente in due aperture, divise da una colonnina o da un pilastrino su cui poggiano due archi, a tutto sesto o acuti. A volte viene poi incorniciata da un ulteriore arco e nello spazio tra i due archi è inserita una decorazione, uno stemma, o un'apertura circolare.
Tipica del periodo Romanico e Gotico, nel quale divenne motivo ornamentale di finestre e di campanili, fu usata spesso anche in epoca rinascimentale. Le bifore appaiono alla fine dell'antichità. Sono molto frequenti nell'architettura paleocristiana e bizantina (come a Ravenna), sono abbondantemente riprese anche dall'architettura musulmana in Spagna. 
In seguito venne per lo più abbandonata per tornare in voga nell'Ottocento nel periodo dell'eclettismo e della riscoperta degli stili antichi (neogotico, neorinascimentale...).
Tra i più antichi esempi di bifore italiane si possono osservare le finestre del Battistero di Galliano e la facciata di San Giovanni in Sinis, risalenti all'XI secolo, mentre all'epoca gotica risalgono il campanile di Pomposa e i palazzi comunali dell'Italia Centrale e Settentrionale.

## Galleria d'immagini

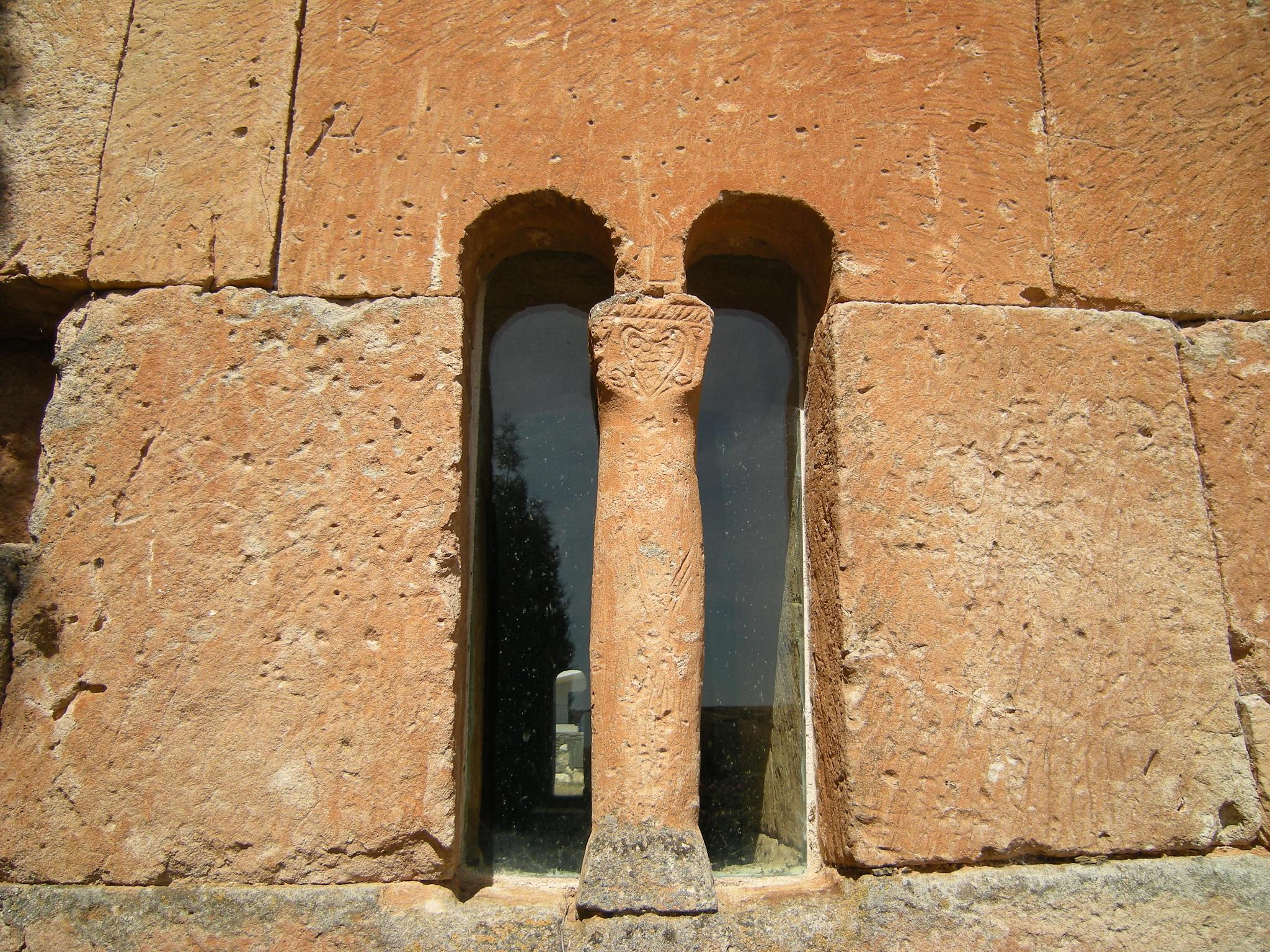
Una bifora visigota, Chiesa di San Pedro de la Nave
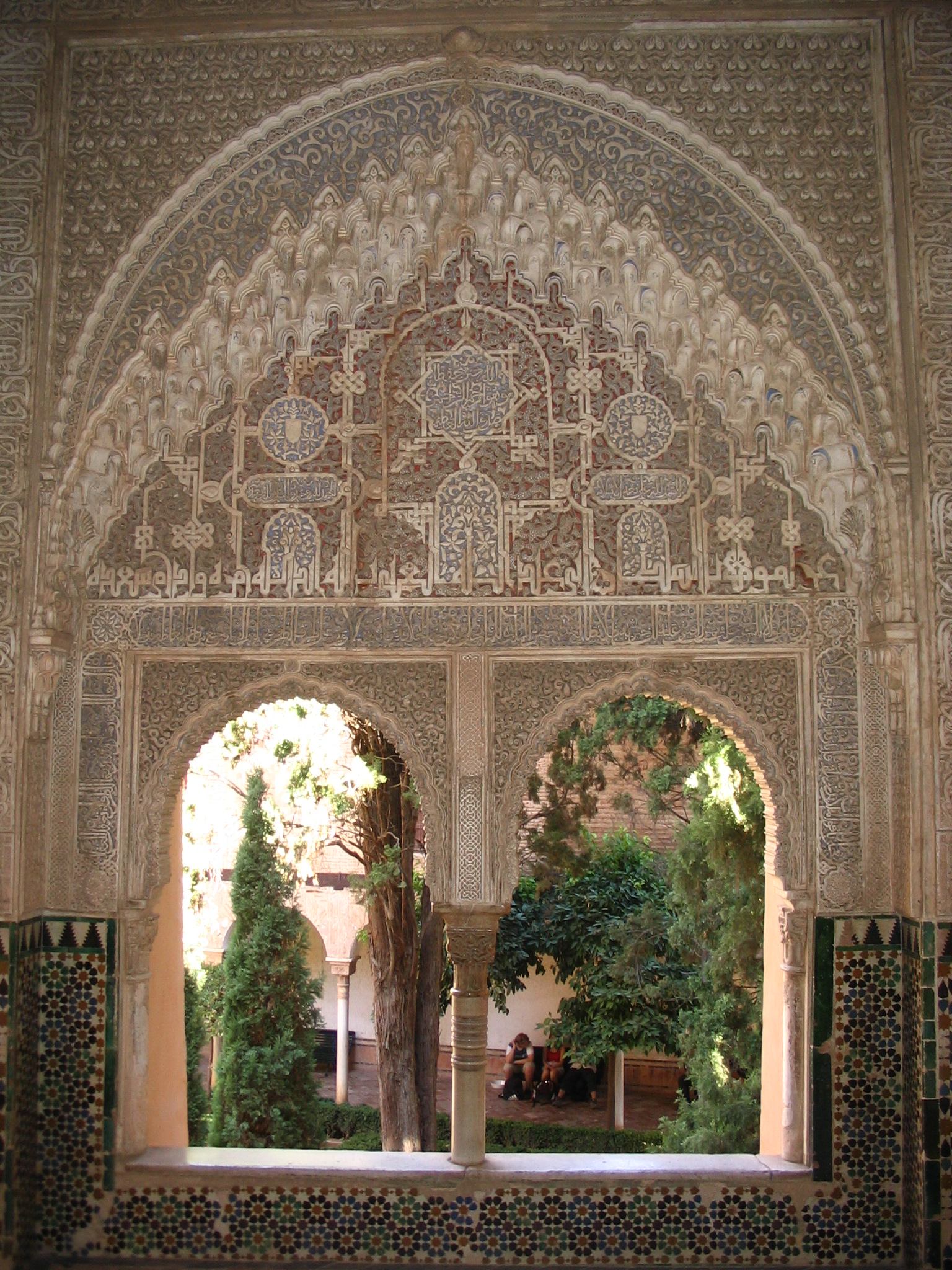
Una bifora moresca, Alhambra, Granada
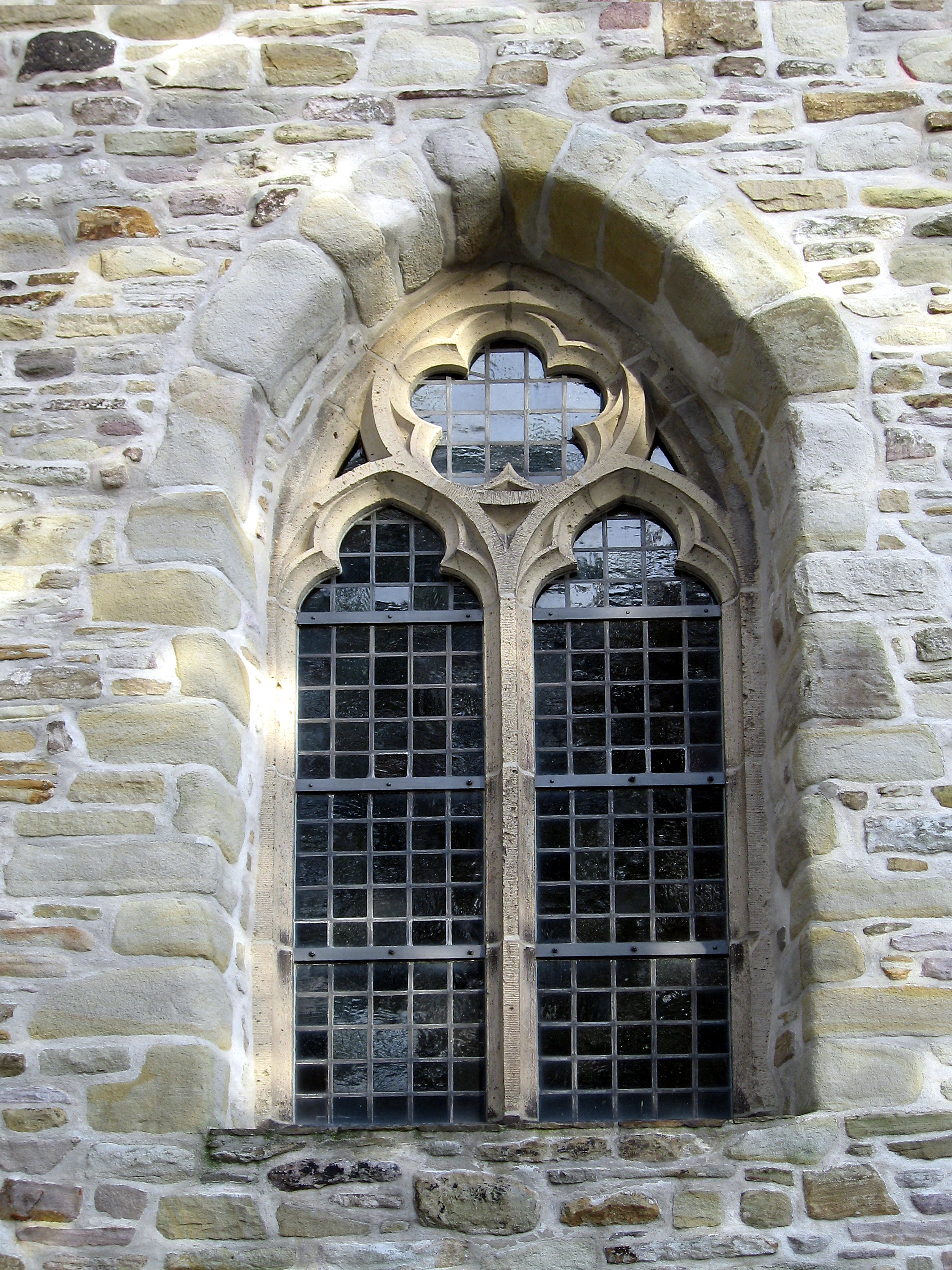
Una bifora gotica, Bochum-Stiepel (Germania) con la parte superiore traforata
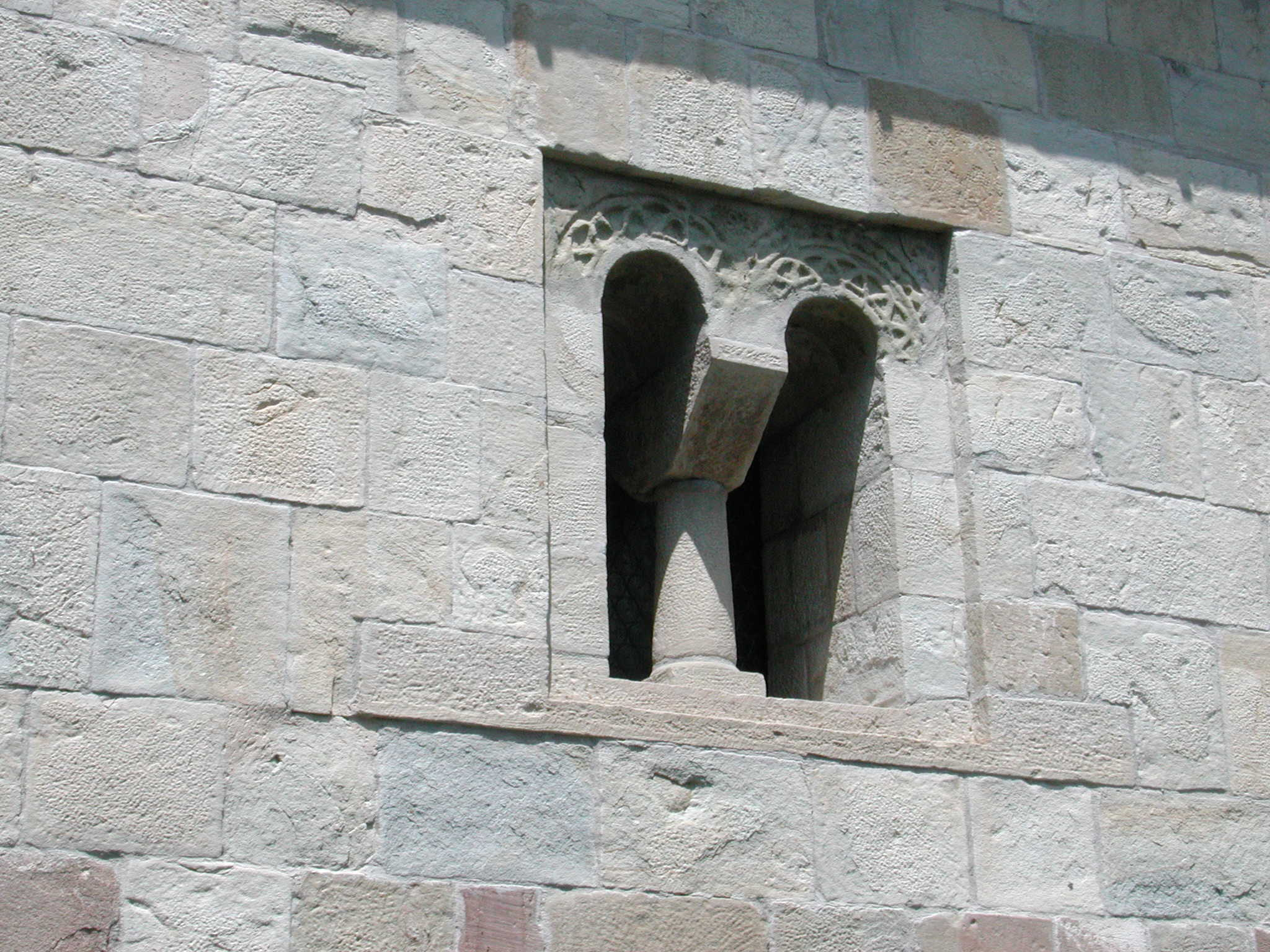
Una bifora romanica, Casina, Oratorio di Beleo
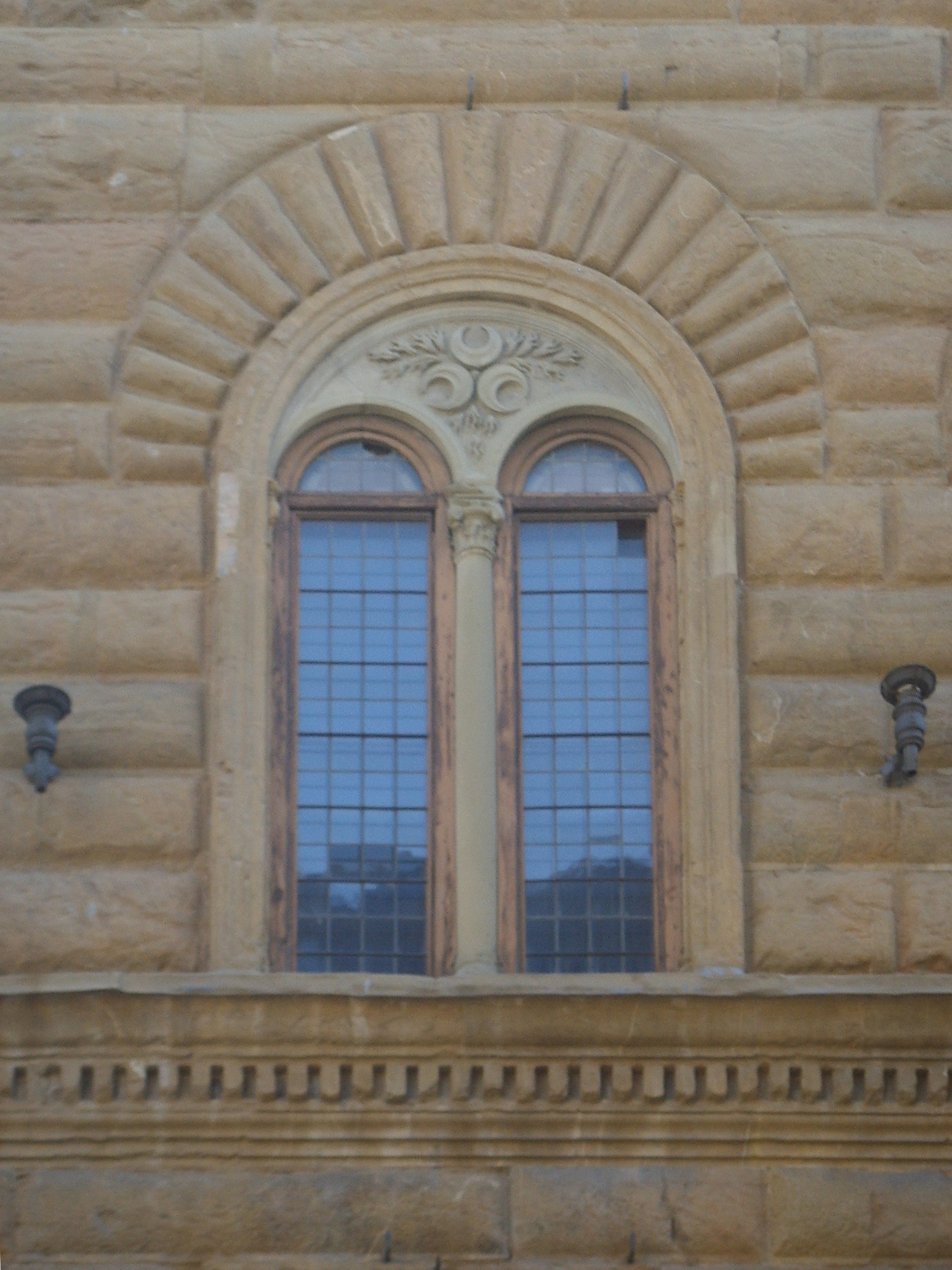
Una bifora rinascimentale, Palazzo Strozzi, Firenze
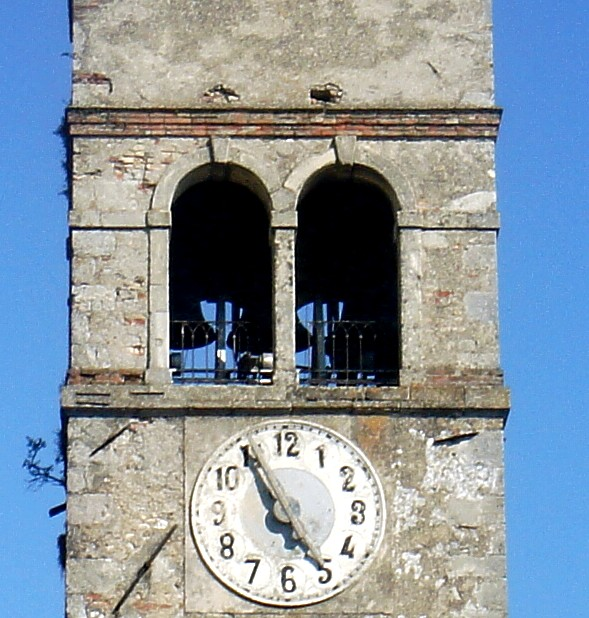
Bifora della torre medievale di Castello Roganzuolo
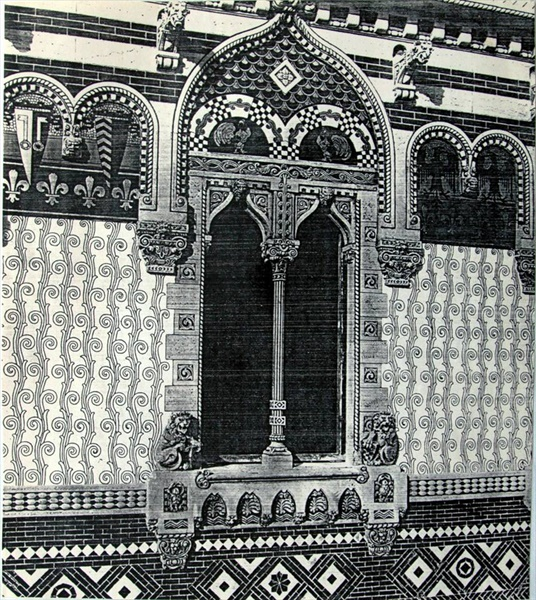
Palazzo del Granchio, Messina, una bifora incorniciata da decorazioni neogotiche (Gino Coppedè)